# 원량초등학교 두남분교
원량초등학교 두남분교는 경상남도 통영시에 있었던 공립 초등학교이다.

## 연혁
- 1946년 12월 10일 설립인가
- 1947년 1월 31일 두미공립국민학교 개교
- 1962년 9월 1일 신 교사로 이전
- 1984년 3월 1일 노대국민학교 두남분교로 격하
- 1987년 5월 7일 현 교사로 이전
- 1996년 3월 1일 원량초등학교 분교로 편입
- 2014년 3월 1일 원량초등학교 본교에 흡수, 폐교